# Craigmillar Castle

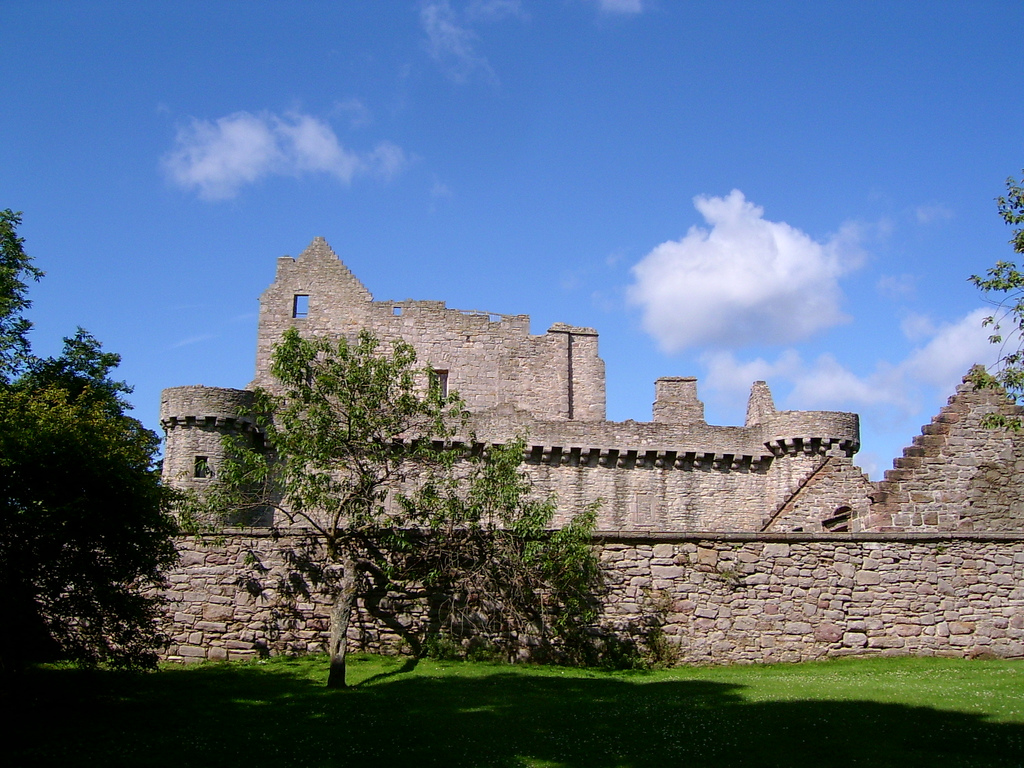
Craigmillar Castle von Osten

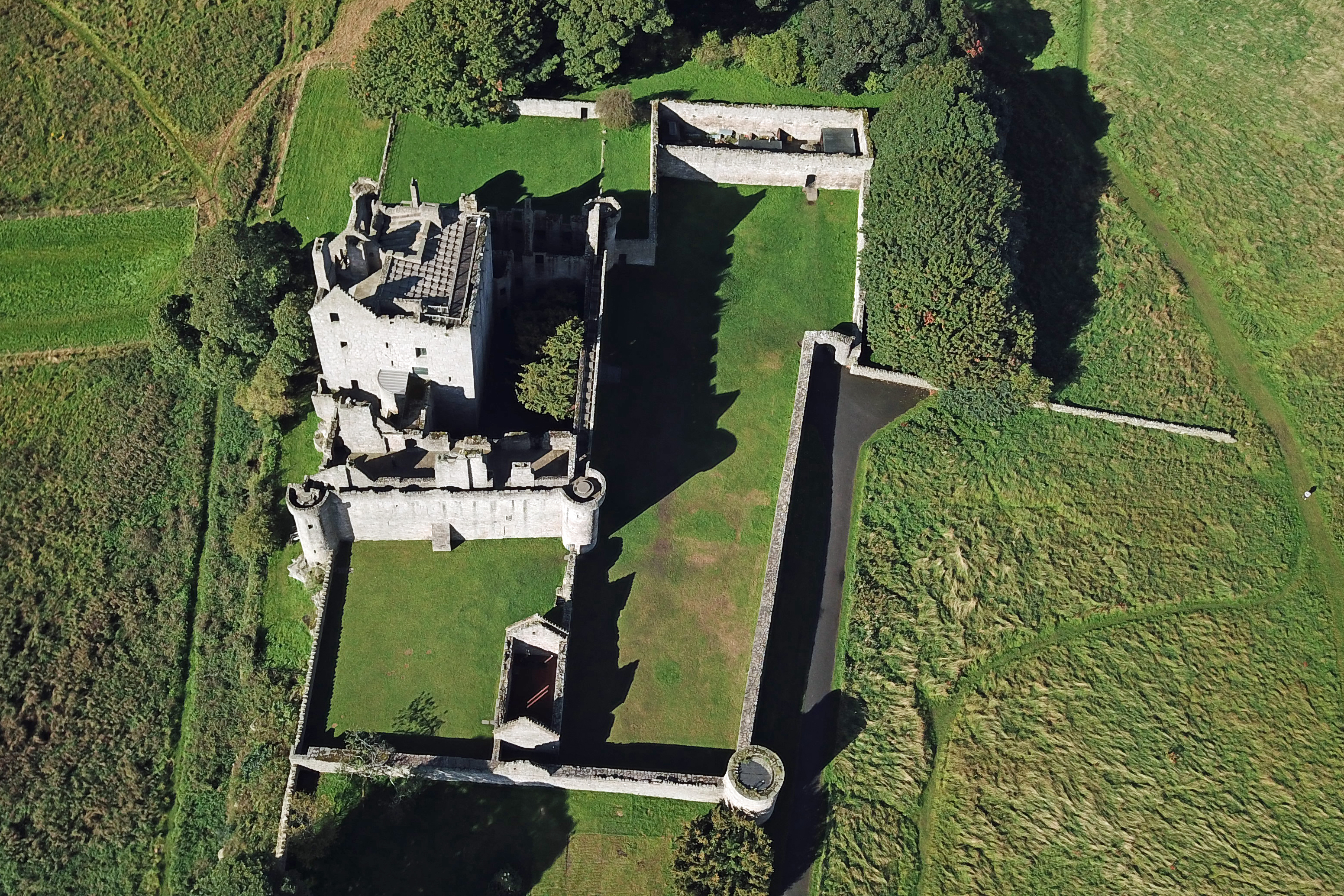
Ansicht des Geländes von oben

Craigmillar Castle ist eine mittelalterliche Burgruine in der schottischen Hauptstadt Edinburgh. Sie liegt 5 km südöstlich des Stadtzentrums auf einem niedrigen Hügel südlich des modernen Vorortes Craigmillar. Die Prestons aus Craigmillar, die örtlichen Feudalbarone, ließen Ende des 14. Jahrhunderts mit dem Bau der Burg beginnen; die Bauarbeiten zogen sich über das 15. Jahrhundert bis ins 16. Jahrhundert hin. 1660 kaufte Sir John Gilmour, Lord President des Court of Session, die Burg und ließ weitere Umbauten durchführen. Die Gilmours verließen Craigmillar Castle im 18. Jahrhundert und es verfiel. Heute wird die Ruine von Historic Environment Scotland verwaltet. 2019 wurde Craigmillar Castle von rund 41.000 Personen besucht. 2024 betrug die Besucherzahl etwa 40.000 Personen.
Craigmillar Castle ist am besten wegen seiner Verbindung zu Maria Stuart bekannt. Nach ihrer Krankheit nach der Geburt ihres Sohnes, des künftigen Königs Jakob VI., kam Maria Stuart am 20. November 1566 in Craigmillar Castle an, um sich zu erholen. Bevor sie am 7. Dezember 1566 wieder aufbrach, wurde – mit oder ohne ihr Wissen – ein Vertrag zur Beseitigung ihres Gatten, Henry, Craigmillar Bond genannt, geschlossen.
Craigmillar Castle ist eine der besterhaltenen mittelalterlichen Burgen in Schottland. Ein Wohnturm oder Donjon in der Mitte ist von einer Burghofmauer aus dem 15. Jahrhundert mit „besonders schönen“ Verteidigungseinrichtungen umgeben. Darin befinden sich weitere Gebäudefluchten und das Ganze ist von einer äußeren Burghofmauer umgeben, die auch eine Kapelle und ein Taubenhaus enthält.

## Geschichte

### Ursprünge
König David I. verlehnte die Ländereien von Craigmillar im 12. Jahrhundert an die Mönche der Dunfermline Abbey. Die Familie Preston erhielt erstmals von König David II. Land in der Gegend und besaß 1342 zwei Drittel des Anwesens. 1374 verlehnte König Robert II. den Rest der Ländereien von Craigmillar an Sir Simon de Preston, Sheriff von Midlothian. Simon de Prestons Sohn, Simon Preston, oder sein Enkel, Sir George Preston, ließ mit den Arbeiten an dem Wohnturm beginnen, der heute den Kern der Burg bildet. Dieser war 1425 schon fertig, als eine Charta von Sir John Preston auf Craigmillar Castle besiegelt wurde. Die Burghofmauer ließ vermutlich Sir William Preston († 1453) errichten, der nach Frankreich reiste und sich bei den neuen Arbeiten auf Inspirationen vom Festland verließ. Er brachte auch den Arm des heiligen Ägidius, den er der High Kerk of Edinburgh stiftete, wo der Preston Aisle nach ihm benannt wurde. Ende der 1470er-Jahre wurde John Stewart, Earl of Mar, der Bruder von König Jakob III., in Craigmillar Castle gefangen gehalten und wegen Hexerei gegen den König angeklagt. Er starb später unter verdächtigen Umständen.

### 16. Jahrhundert
1511 wurde Craigmillar zur Baronie erhoben und der äußere Burghof wurde um diese Zeit errichtet, vermutlich im Auftrag eines weiteren Simon Preston († 1520), 1487 Parlamentsabgeordneter für Edinburgh, der das Anwesen 1478 übernommen hatte. Im September 1517, als die Pest in Edinburgh ausbrach, zog der jugendliche König Jakob V. aus Sicherheitsgründen auf Craigmillar Castle. Sein französischer Bewacher, De la Bastie, ließ neue Schlösser für die Tür seiner Schlafkammer und zwei Eisentore anfertigen, und für das Maultier des Königs wurde ein eigener Stall gebaut. Eine Familienkapelle im äußeren Burghof wurde 1523 dokumentiert. 1544 wollten die Engländer mit dem Rough Wooing ihres Königs Heinrich VIII. mit militärischen Mitteln eine Heiratsallianz zwischen Eduard VI. und der jungen Maria Stuart erzwingen. Craigmillar Castle wurden von englischen Truppen unter dem Earl of Hertford niedergebrannt. Der Baron, Sir Simon Preston († 1569), ließ die Burg wieder reparieren, wobei der Wohntrakt im Burghof umgebaut wurde. Sir Simon Preston bekleidete etliche Jahre lang das Amt eines Lord Provost of Edinburgh und war ein loyaler Unterstützer Maria Stuarts, die ihn in ihr Privy Council berief.

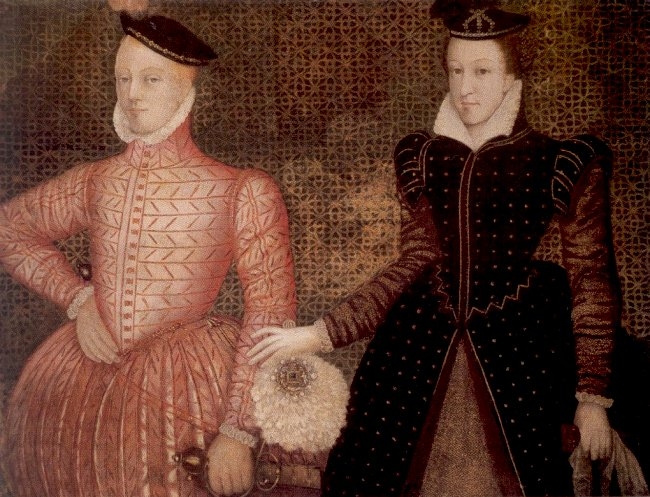
Maria Stuart und ihr Gatte, Lord Darnley, dessen Ermordung auf Craigmillar Castle besiegelt wurde.

Maria Stuart weilte zweimal auf Craigmillar Castle, einmal im September 1563 und zum zweiten Mal von 20. November bis 7. Dezember 1566. Es heißt, sie hätte in der kleinen, früheren Küche im Wohnturm geschlafen, aber es ist wahrscheinlicher, dass sie eine größere Schlafkammer im relativ neuen Ostflügel hatte. Bei ihrem zweiten Aufenthalt war Maria Stuart nach einer ernsten Erkrankung im Oktober immer noch bei schlechter Gesundheit. Etliche ihrer Adligen begleiteten sie und schlugen ihr vor, dass ihr unbeliebter Gatte Henry beseitigt werden sollte, entweder durch Scheidung oder mit anderen Mitteln. Eine Vereinbarung, der Craigmillar Bond, wurde von Maria Stuarts Staatssekretär, William Maitland, und etlichen Adligen, darunter die Earls von Bothwell, Argyll und Huntly, unterzeichnet. Der Vertrag ist heute nicht mehr erhalten, zeigt aber den Willen der Verschwörer, Lord Darnley zu beseitigen. Auch wenn Maria Stuart klarstellte, dass sie mit Lord Darnley nicht glücklich war, nahm sie nicht an der Verschwörung teil und ahnte vermutlich nicht, dass man ihren Gatten umbringen wollte. Es war ursprünglich geplant, dass Lord Darnley auch auf Craigmillar Castle wohnen sollte, wenn er nach Edinburgh zurückkehrte, aber er wollte in Kirk o‘ Field in der Stadt bleiben, wo er am 10. Februar 1567 ermordet wurde. 1572, nach Maria Stuarts Flucht nach England, nutzte der Regent Mar Craigmillar Castle als Basis während seiner Belagerung von Edinburgh Castle, das von Unterstützern der verbannten Königin gehalten wurde. König Jakob VI. besuchte 1589 selbst Craigmillar Castle, als er bei Sir David Preston zu Gast war.

### Die Gilmours

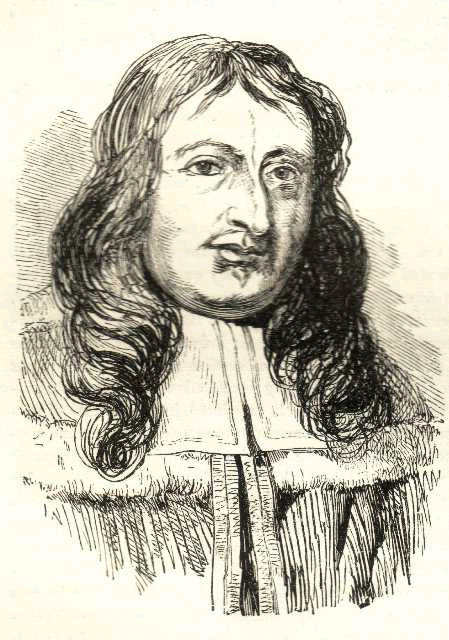
Sir John Gilmour kaufte Craigmillar Castle 1660

Nach dem Tod von Sir Robert Preston 1639 fiel Craigmillar Castle an einen entfernten Vetter, David Preston aus Whitehill. Dessen Sohn verkaufte die Burg 1660 an Sir John Gilmour († 1671), der zur selben Zeit das angrenzende Anwesen The Inch kaufte. Der Royalist Gilmour wurde nach der Stuart-Restauration von König Karl II. von England belohnt: Er wurde 1661 Lord President des Court of Session. In den 1660er-Jahren ließ er den Westflügel umbauen, um modernere Wohnräume zu erhalten, aber Anfang des 18. Jahrhunderts verließen die Gilmours Craigmillar Castle und zogen ins westlich angrenzende Inch House. Zwei Töchter des Lairds sollen weiterhin in der Burg gewohnt haben, als der Rest der Familie sie schon verlassen hatte. Danach bildete Craigmillar Castle nur noch eine romantische Folly im Park von Inch House. 1775, als der Dichter und Antiquar John Pinkerton sein Werk Craigmillar Castle: an Elegy schrieb, war die Burg schon eine Ruine. Ab dem Ende des 18. Jahrhunderts war die Burgruine eine beliebte Touristenattraktion und wurde von vielen Künstlern gemalt. 1842 wurde der Vorschlag, die Burgruine für Königin Victoria zu renovieren, vorgebracht, kam aber nie zur Ausführung. Königin Victoria selbst besuchte Craigmillar Castle 1886 und der damalige Besitzer, Walter James Little Gilmour († 1887), beauftragte umfangreiche Restaurierungsarbeiten.
Seit 1946 befindet sich Craigmillar Castle in der Obhut des Staates und wird heute von Historic Environment Scotland unterhalten. Die Burgruine wurde als historisches Bauwerk der Kategorie A gelistet und gilt als Scheduled Monument. Das Anwesen der Burg wurde in das Inventory of Gardens and Designed Landscapes aufgenommen.

## Beschreibung

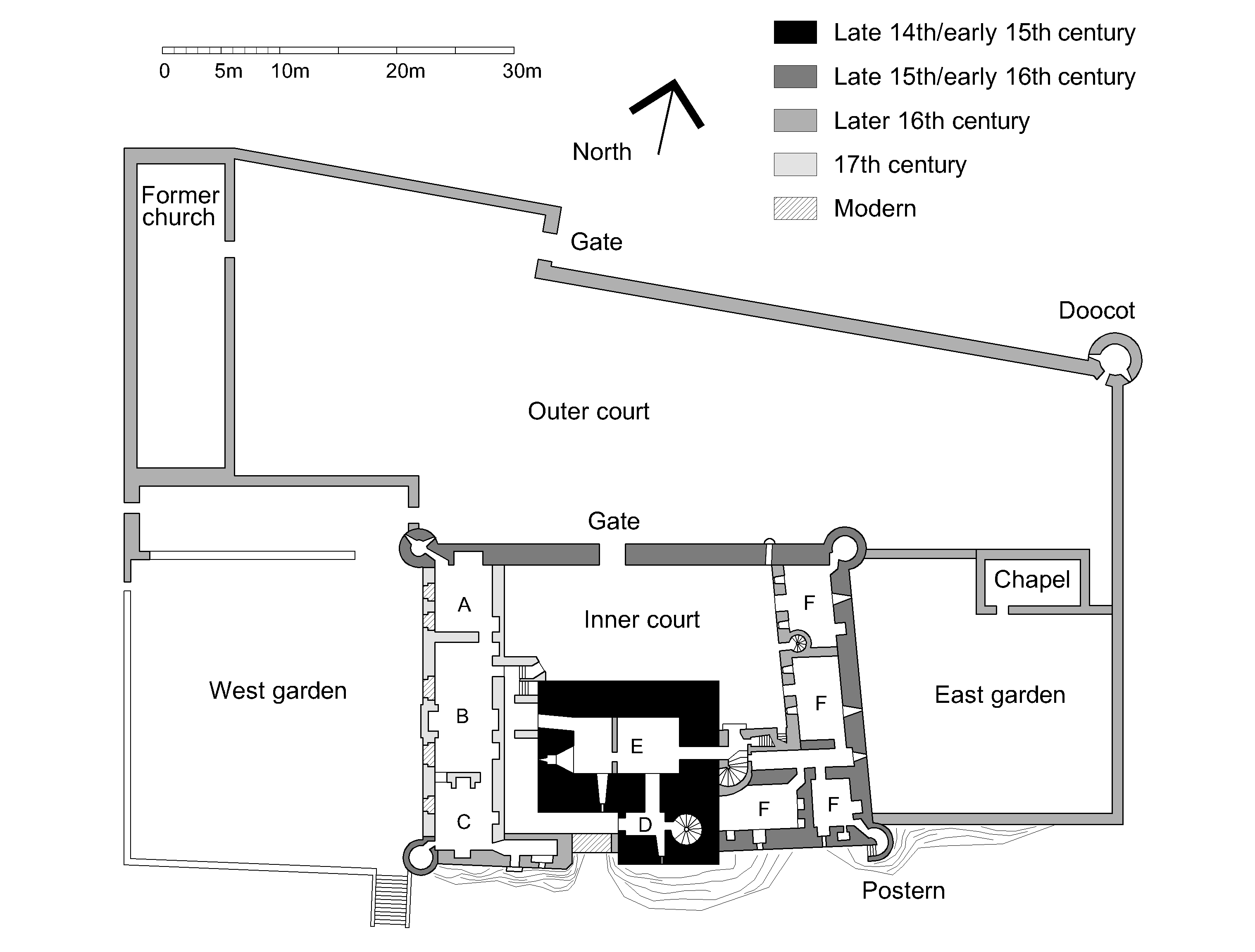
Plan des Erdgeschosses von Craigmillar Castle.
Legende: A=Küche, B=Speisezimmer, C=Schlafkammer, D=Eingang zum Turm, E=Keller des Turms, F=Keller des Ostflügels

Den Kern von Craigmillar Castle bildet ein Wohnturm mit L-förmigem Grundriss aus dem 14. Jahrhundert, der auf einem Felsvorsprung errichtet worden war. Er ist umgeben von der inneren Burghofmauer aus dem 15. Jahrhundert mit Anbauten im Südosten, Osten und Westen. Unterhalb dieser Mauer befindet sich eine niedrigere, äußere Mauer, die einen weiten, äußeren Burghof einschließt. Dieser enthielt die Gärten und die Kapelle. Weitere Gärten liegen im Süden, wo man das Ufer eines Fischteiches sehen kann.

### Der Wohnturm
Der vierstöckige Wohnturm bildet den Donjon der Burg, auch wenn er ursprünglich einzeln stand. Er bedeckt eine Grundfläche von 15,8 × 11,6 Quadratmetern und hat im Süden einen vorspringenden Anbau von 8,5 × 3,5 Quadratmetern. Die Mauern sind bis zu 3,3 Meter dick und das zweite und vierte Stockwerk haben Gewölbedecken. Der Turm wurde an der Kante eines Felsvorsprungs errichtet; der ursprüngliche Eingang war durch die natürliche Felsspalte geschützt. Diese war wohl durch eine Holzbrücke überspannt, bis man sie im Zuge des Baus der Kurtine auffüllte. Im Erdgeschoss befinden sich Keller, die ursprünglich mit einem großen, hölzernen Loft überbaut waren. Die Trennmauer und die Türen an beiden Seiten sind spätere Zubauten.

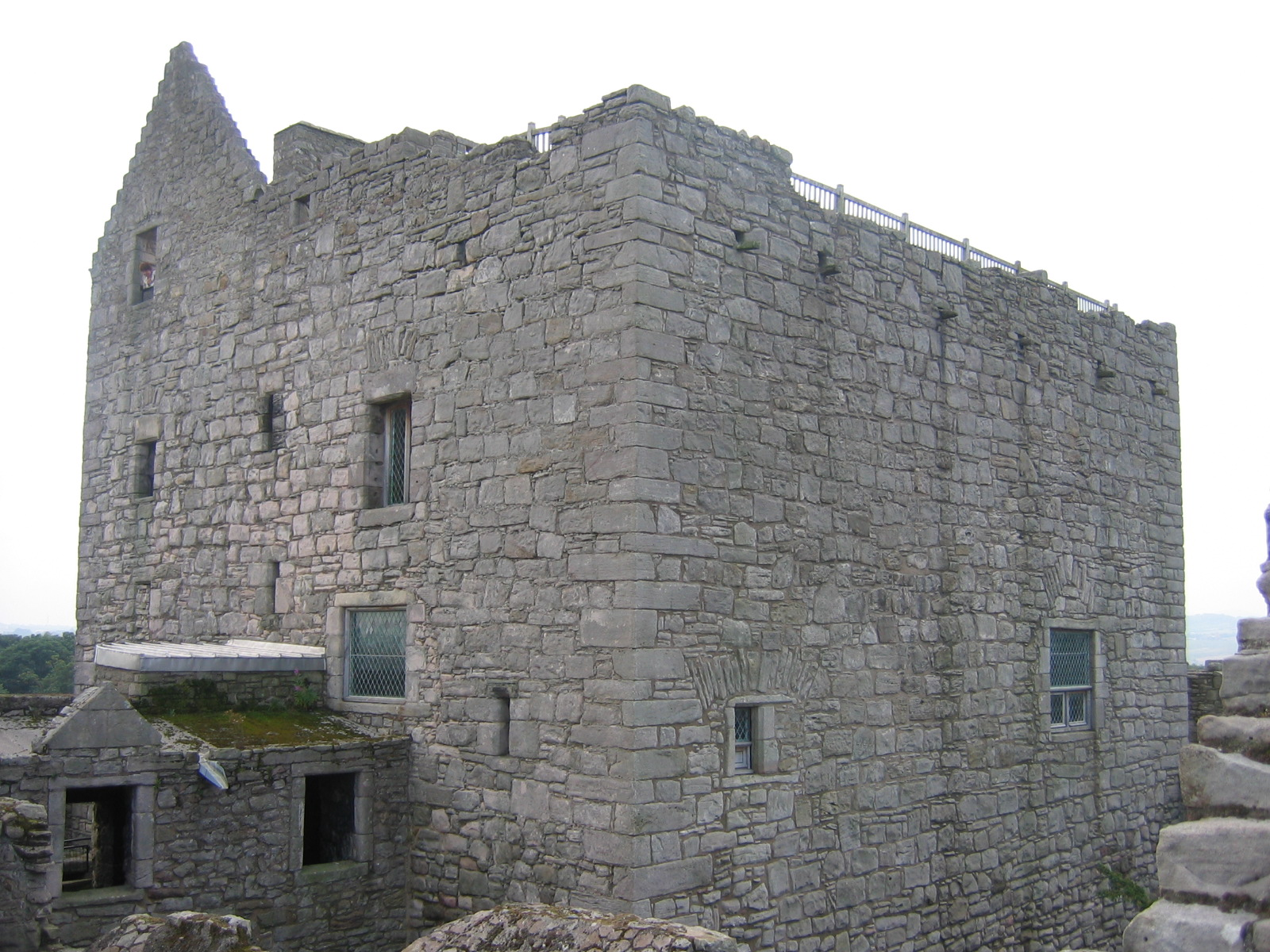
Oberer Teil des Wohnturms

Im ersten Obergeschoss befinden sich der Rittersaal und die Küche in der Laibung sowie die späteren Gänge zur Verbindung des Ost- und des Westflügels. Der Rittersaal hat einen großen, behauenen offenen Kamin, der um 1500 entstand, und besaß einst eine Holzdecke, vermutlich bemalt. Die Küche im Wohnturm wurde im 16. Jahrhundert durch eine größere im Ostflügel ersetzt und in eine Schlafkammer umgewandelt. Ein kleinerer offener Kamin wurde in den großen Küchenherd eingesetzt und größere Fenster wurden eingebaut. Das zweite Obergeschoss, das man über eine Wendeltreppe erreichen kann, enthielt einen fensterlosen Raum im Gewölbe über der Decke des Rittersaals. Über der Küche befand sich die Schlafkammer des Burgherrn, die einzige private Schlafkammer des Gebäudes. Die Wendeltreppe führt weiter bis zu den Brüstungsumgängen des steinernen Daches. Ein weiteres Stockwerk mit einer einzelnen Schlafkammer wurde im 16. Jahrhundert aufgesetzt. Außen am Wohnturm waren früher zwei Holzbalkone oder Aussichtsplattformen angebracht, eine in Richtung der Gärten nach Süden und eine nach Osten über die Landschaft von Lothian.

### Der innere Burghof

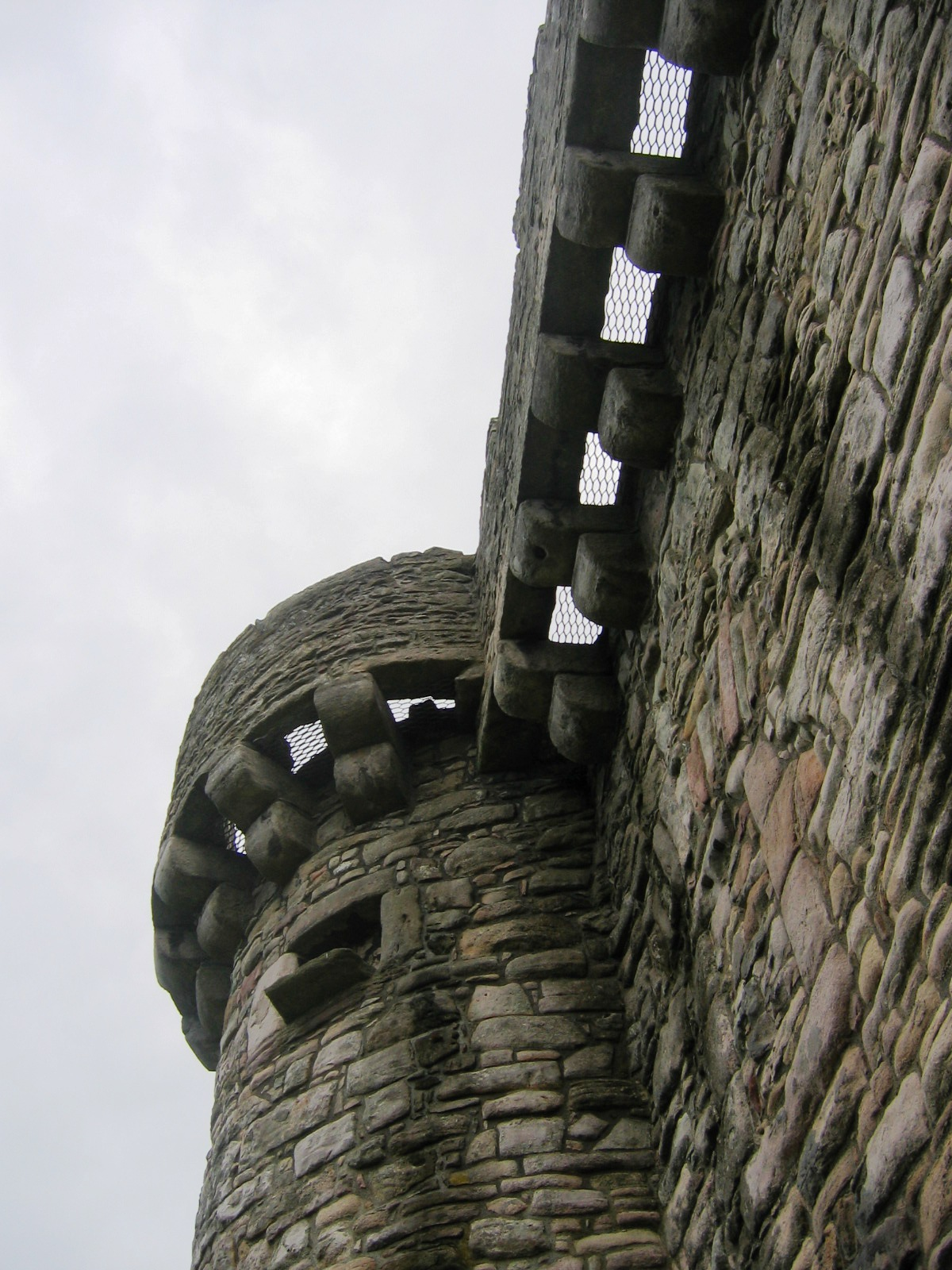
Blick nach oben durch die Maschikulis der Kurtine

Die Kurtine aus der Mitte des 15. Jahrhunderts schließt zusammen mit dem Wohnturm einen etwa 10 Meter breiten Burghof ein und ist etwa 1,8 Meter dick. Die Außenmaße des Gevierts betragen etwa 40 × 27 Quadratmetern. An jeder Ecke befinden sich Rundtürme; am Fuß des Südostturms liegt ein Ausfalltor. Die Türme haben schlüssellochförmige Schießscharten, die sowohl der Dekoration als auch der Verteidigung dienten. Das Rundbogentor befindet sich in der Nordmauer. Darüber ist das Wappen der Familie Preston angebracht mit dem Wappen Schottlands darüber. Die Mauern besitzen Maschikulis zur Verteidigung, also Öffnungen, durch die Dinge auf die Angreifer hinuntergeworfen werden konnten. Zinnenumgänge vermitteln den Zugang zur Mauer auf ihrer gesamten Länge. An der Innenseite der Mauer legen Spuren von Fenstern den Schluss nahe, dass es einst eine südliche Gebäudeflucht im Hof gab. Im Hof gibt es keinen Brunnen, aber man findet eine Steinrinne, die durch die Kurtine führt, über die Wasser in die Burg gelangen konnte.

#### Der Ostflügel
Der Ostflügel füllt die Südostseite und die Ostseite des inneren Burghofes aus. Der ursprüngliche Ostflügel, der gleichzeitig mit der Kurtine entstand, wurde im 16. Jahrhundert umgebaut und durch eine neue, breite Wendeltreppe mit dem Wohnturm verbunden. Das Gebäude im Südosten schließt direkt an den Wohnturm an und enthält zwei Schlafkammern im ersten Obergeschoss. Im Keller darunter waren eine Bäckerei und möglicherweise ein Gefängnis. Ein Korridor verbindet den Wohnturm mit den großen Küchen mit Gewölbedecke im Ostflügel, die man auch über eine gerade Treppe aus dem Hof erreichen kann. Eine weitere Abbildung des Wappens der Prestons erscheint, gehalten von Löwen, über der Tür des Ostflügels. Unter den Küchen befinden sich Gewölbekeller, in denen ein vermauertes Ausfalltor durch die Burghofmauer liegt. Im zweiten Obergeschoss lag eine Große Galerie, heute sind davon nur die unteren Teile der Mauern erhalten.

#### Der Westflügel
Der Westflügel wurde im Auftrag der Gilmours in den 1660er-Jahren vollständig neu aufgebaut. Dort wurde eine große Suite moderner Wohnräume untergebracht, die Sir John Gilmours Position als leitender Richter entsprachen. Im Erdgeschoss befanden sich ein großer, zentraler Salon und das Speisezimmer mit großen Fenstern und einem offenen Kamin aus behauenem Stein. In diesem Raum waren auch Stuckdecken und andere Dekorationselemente angebracht. Im Norden war eine Küche und im Süden eine Schlafkammer mit einem Weinkeller darunter. Im ersten Obergeschoss waren vier Schlafzimmer untergebracht. Es wurde eine weitere neue Treppe gebaut, die den Wohnturm mit dem Westflügel verband. Die Tür zu diesem Turm hatte einen klassischen Ziergiebel. Darüber befindet sich eine Tafel aus dem 20. Jahrhundert, die ein Nachfahre der Gilmours dort anbringen ließ und die das Wappen von Sir John Gilmour und seiner Gattin zeigt. Der Westflügel ist heute seines Daches beraubt, die Zwischendecken existieren ebenfalls nicht mehr und die großen Fenster wurden zugemauert.

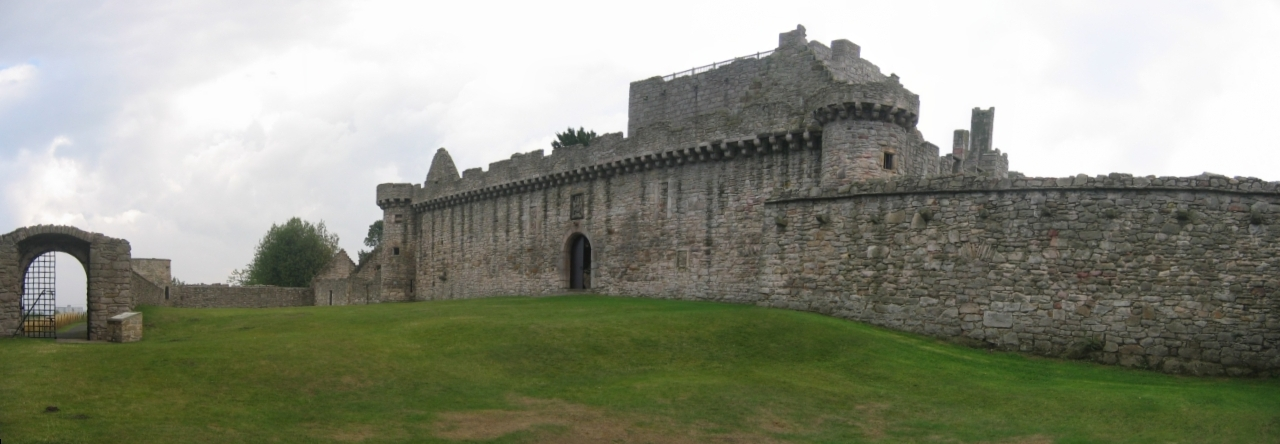
Der äußere Burghof mit dem Tor auf der linken Bildseite und dem Hauptteil der Burg in der Mitte und rechts

### Der äußere Burghof und die Gärten
Die äußeren Mauern, die aus der Mitte des 16. Jahrhunderts stammen, sind kleiner und weniger gut gebaut als die inneren Mauern, schließen aber eine viel größere Fläche ein. Ein Rundturm an der Nordostecke hat Schießscharten und ein Taubenhaus im Obergeschoss. Die Familienkapelle wurde um 1520 errichtet und ist Thomas Becket geweiht. Auch sie hat heute kein Dach mehr, dient aber immer noch der Familie Gilmour als Grabstätte. Gärten bedeckten die Ost- und die Westseite des Burghofes; über der westlichen Terrasse befanden sich die großen Fenster des Westflügels. Die Scheune in der Nordwestecke des Burghofes wurde 1687 in eine presbyterianische Kirche für die Ortschaft Liberton umgebaut. Südlich der Burg befanden sich informelle Gärten und Obsthaine; die Fundamente der Aussichtstürme aus dem 16. Jahrhundert bilden weiterhin die Ecken dieser Einfriedung aus Trockensteinmauern. Der frühere Fischteich, der wie der Buchstabe P (für Preston) geformt war, ist ein national bedeutendes, archäologisches Gartendetail, weil es so selten ist. In den 1820er-Jahren wurde ein Plan für pittoreske Landschaftsgärten zwischen dem Inch House und der Burg gezeichnet, die auch den „Queen Mary’s Tree“, einen Berg-Ahorn, den Maria Stuart gepflanzt haben soll, einschlossen. Ein Großteil des lichten Waldes auf dem Anwesen der Burg stammt vom Anfang oder aus der Mitte des 19. Jahrhunderts.
Seit 2001 zählen die Außenanlagen zum Inventory of Gardens and Designed Landscapes in Scotland.

## Einzelnachweise

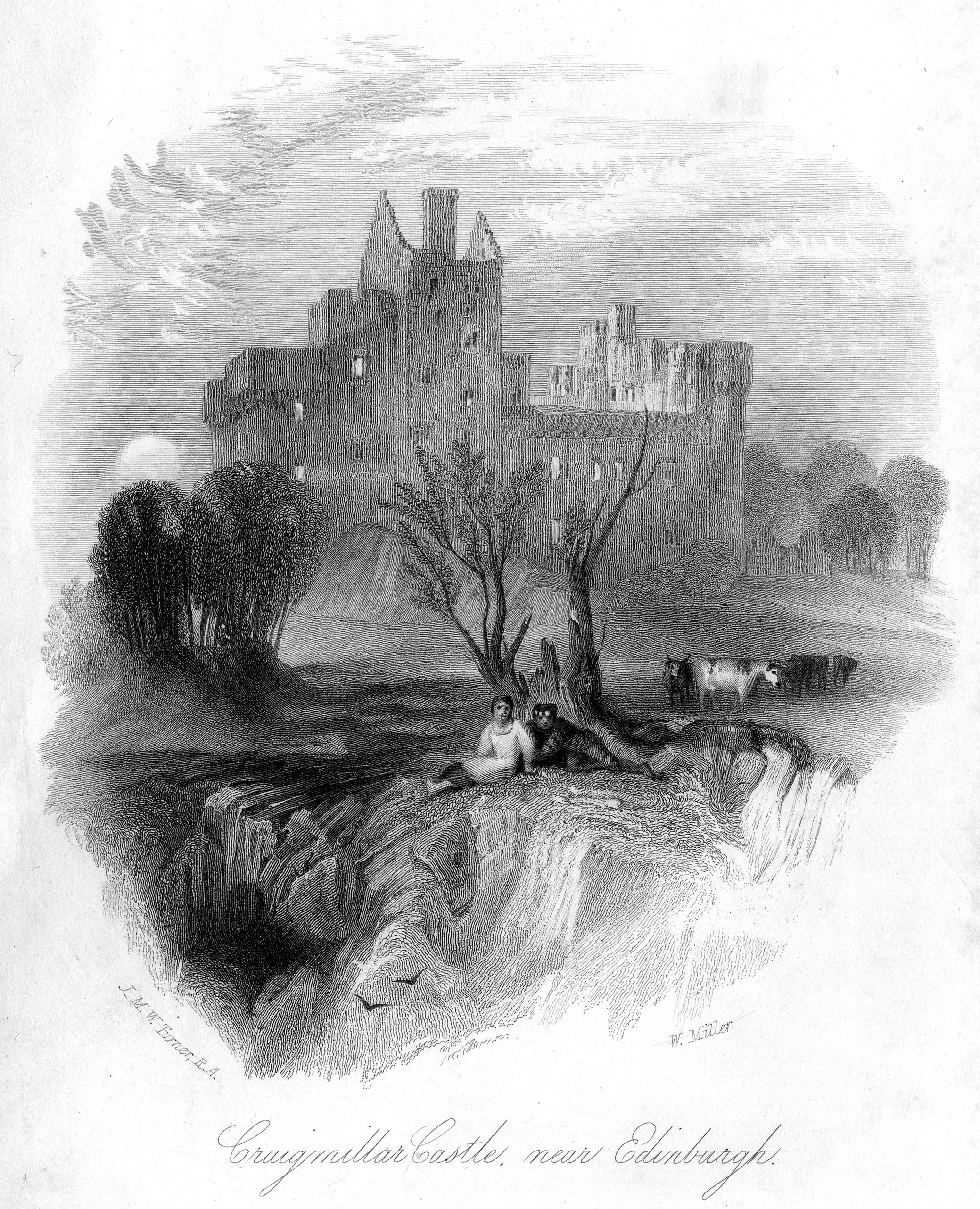
Craigmillar Castle, Gravierung von 1836 von William Miller nach William Turner.